# Assistant Professor
Assistant Professor ist eine akademische Berufsbezeichnung, die in vielen Ländern, wie zum Beispiel den Vereinigten Staaten und Kanada, die Einstiegsstufe für Hochschullehrer darstellt. Voraussetzung ist in der Regel ein Doktorgrad und oft eine mehrjährige Postdoktorandenstelle. Der Rang des Assistant Professors ist unter dem des Associate Professors angesiedelt und in etwa gleichbedeutend mit dem Rang eines Lecturers (Dozenten) an den meisten Commonwealth-Universitäten. In Deutschland entspricht die Stellung am ehesten der Juniorprofessur, in Österreich und der Schweiz entspricht sie der Assistenzprofessur.
In den Vereinigten Staaten und vielen anderen Ländern handelt es sich bei der Position eines Assistant Professors meist um eine temporäre Stellung, mit der ein Tenure-Track-Verfahren verbunden ist, bei dem der Stelleninhaber nach einer Evaluation entweder in eine dauerhafte Position befördert wird (in der Regel als Associate Professor) oder aber entlassen wird. In den Niederlanden dagegen ist die Position des Assistant Professor dauerhaft und es findet keine automatische Beförderung statt.
Neben dem Assistant Professor gibt es auch Visiting Assistant Professors und Research Assistant Professors, die entweder befristet angestellt werden, oder deren Gehalt ganz oder teilweise aus Drittmitteln eingeworben werden muss. Die akademische Bezeichnung wird auch häufig als die englische Übersetzung von ähnlichen Positionen in anderen Ländern verwendet.